# Pycnogonidae
Pycnogonidae är en familj av havsspindlar. Enligt Catalogue of Life ingår Pycnogonidae i klassen havsspindlar, fylumet leddjur och riket djur, men enligt Dyntaxa är tillhörigheten istället ordningen Pantopoda, klassen havsspindlar, fylumet leddjur och riket djur. Enligt Catalogue of Life omfattar familjen Pycnogonidae 69 arter. 
Kladogram enligt Catalogue of Life och Dyntaxa:
| Pycnogonidae | \| \| Pentapycnon \| \| \| \| \| \| Pycnogonum \| \| \| \| |
|              | \| \| Pentapycnon \| \| \| \| \| \| Pycnogonum \| \| \| \| |
|              | Ammotheidae                                                |
|              |                                                            |
|              | Austrodecidae                                              |
|              |                                                            |
|              | Callipallenidae                                            |
|              |                                                            |
|              | Colossendeidae                                             |
|              |                                                            |
|              | Endeididae                                                 |
|              |                                                            |
|              | Nymphonidae                                                |
|              |                                                            |
|              | Pantopoda                                                  |
|              |                                                            |
|              | Phoxichilidiidae                                           |
|              |                                                            |
|              | Rhynchothoracidae                                          |
|              |                                                            |
|              | Pentapycnon                                                |
|              |                                                            |
|              | Pycnogonum                                                 |
|              |                                                            |

|  | Pentapycnon |
|  |             |
|  | Pycnogonum  |
|  |             |